# Nyhytte-Dammsjön
Nyhytte-Dammsjön är en sjö i Hofors kommun i Gästrikland och ingår i Gavleåns huvudavrinningsområde. Sjön är 13,9 meter djup, har en yta på 0,242 kvadratkilometer och befinner sig 135,1 meter över havet.

## Delavrinningsområde
Nyhytte-Dammsjön ingår i det delavrinningsområde (670175-153414) som SMHI kallar för Utloppet av Nyhyttedammsjön. Medelhöjden är 154 meter över havet och ytan är 1,67 kvadratkilometer. Det finns inga avrinningsområden uppströms utan avrinningsområdet är högsta punkten. Vattendraget som avvattnar avrinningsområdet har biflödesordning 5, vilket innebär att vattnet flödar genom totalt 5 vattendrag innan det når havet efter 80 kilometer. Avrinningsområdet består mestadels av skog (76 procent). Avrinningsområdet har 0,24 kvadratkilometer vattenytor vilket ger det en sjöprocent på 14,6 procent.